# Le Beau Rôle (film, 2020)
Pour les articles homonymes, voir Le Beau Rôle.
Pour plus de détails, voir Fiche technique et Distribution.
Le Beau Rôle (The Stand In) est un film américain réalisé par Jamie Babbit, sorti en 2020.

## Fiche technique
- Titre : Le Beau Rôle
- Titre original : The Stand In
- Réalisation : Jamie Babbit
- Scénario : Sam Bain
- Photographie : Eric Moynier
- Musique : Daniel Wohl
- Pays d'origine :  États-Unis
- Genre : Comédie dramatique
- Date de sortie : 
  - États-Unis : 11 décembre 2020
  - France : 16 décembre 2020 sur Netflix

## Distribution
- Drew Barrymore (VF : Laura Préjean) : Paula / Candy
- Michael Zegen (VF : Stéphane Marais) : Steve
- T. J. Miller (VF : Marc Arnaud) : Louis
- Holland Taylor (VF : Josiane Pinson) : Barbara Cox
- Michelle Buteau (VF : Corinne Wellong) : Ingrid
- Teddy Coluca : Ron
- Andrew Rannells : Nico
- Ellie Kemper (VF : Laëtitia Godès) : Jenna Jones
- Charlie Barnett (VF : Mike Fédée) : Simon
- Richard Kind : Wes
- Lena Dunham : Lisa